# Gobindapur (ort i Indien)
Gobindapur är en ort i Indien.   Den ligger i distriktet Haora och delstaten Västbengalen, i den östra delen av landet, 1 300 km sydost om huvudstaden New Delhi. Gobindapur ligger 10 meter över havet och antalet invånare är 11 781.
Terrängen runt Gobindapur är mycket platt. Runt Gobindapur är det mycket tätbefolkat, med 3 134 invånare per kvadratkilometer. Närmaste större samhälle är Uluberia, 13,1 km söder om Gobindapur. Trakten runt Gobindapur består till största delen av jordbruksmark.